# Campionati tedeschi di slittino 2021
I Campionati tedeschi di slittino 2021 furono la centunesima edizione della rassegna nazionale dello slittino, manifestazione organizzata annualmente dalla Bob- und Schlittenverband für Deutschland. Si tennero nel corso della stagione agonistica 2020/21 e precisamente il 21 novembre 2020 a Schönau am Königssee, in Germania, sull'Eisarena Königssee, la stessa sulla quale due mesi dopo si sarebbero svolte le competizioni valide per l'assegnazione dei titoli mondiali e che servì anche come una delle cinque prove di qualificazione per formare la squadra tedesca che avrebbe preso parte all'imminente Coppa del Mondo; furono disputate gare in quattro differenti specialità: nel singolo femminile, nel singolo maschile, nel doppio e nella gara a squadre.
Le medaglie d'oro furono ottenute da Natalie Geisenberger nella prova individuale donne, da Felix Loch in quella degli uomini, da Tobias Wendl e Tobias Arlt nella gara a coppie; gli stessi Geisenberger, Loch, Wendl e Arlt primeggiarono nella staffetta.

## Risultati

### Singolo donne
La gara fu disputata il 21 novembre 2020 nell'arco di due manches e presero parte alla competizione 5 atlete; campionessa uscente era Julia Taubitz, che concluse la prova al secondo posto, ed il titolo fu conquistato da Natalie Geisenberger -il suo settimo-, mentre terza giunse Dajana Eitberger.

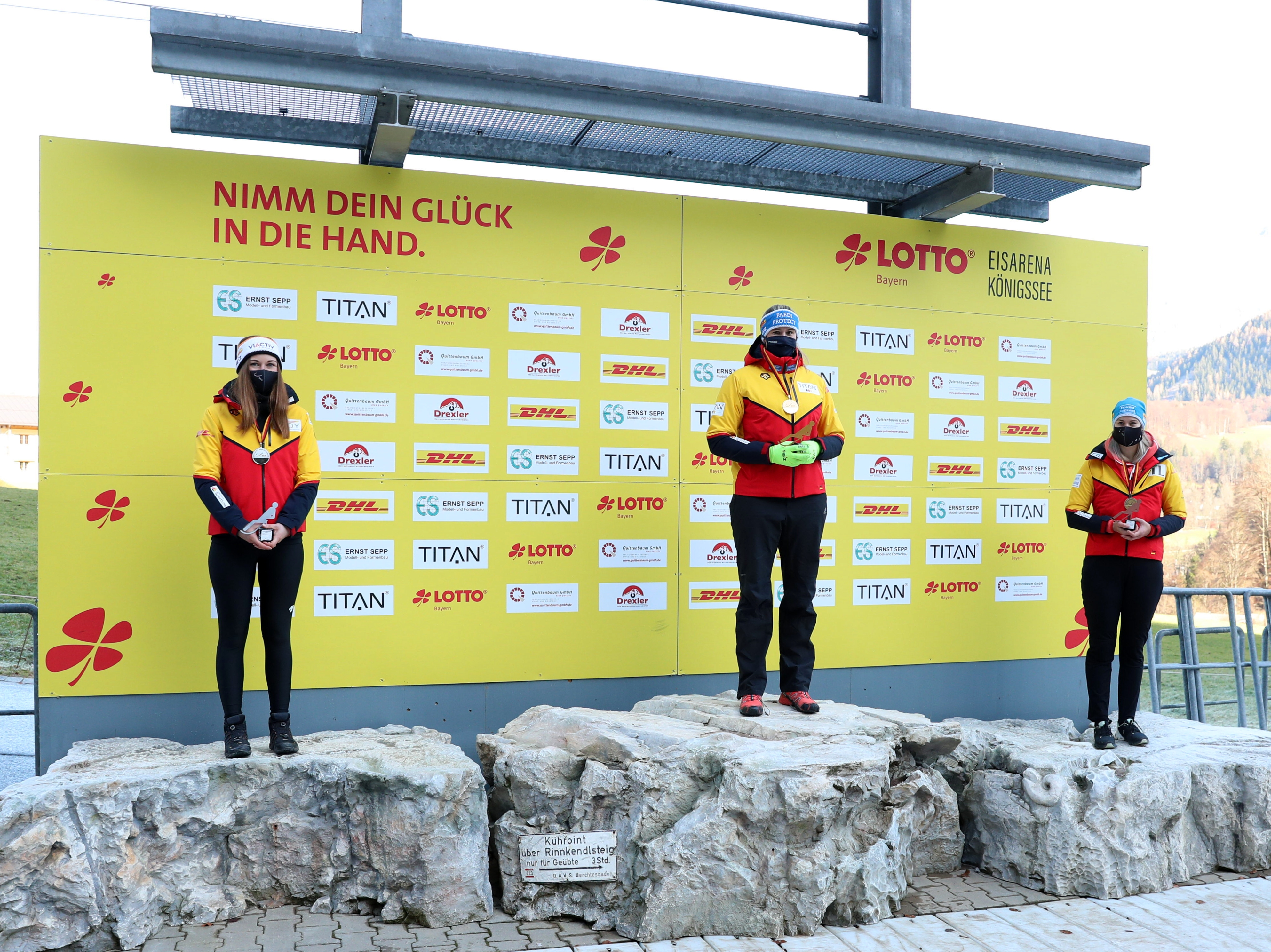
Il podio nella prova del singolare femminile.

| Pos. | Atlete               | Squadre                       | Tempo    | Distacco |
| ---- | -------------------- | ----------------------------- | -------- | -------- |
|      | Natalie Geisenberger | ASV Miesbach                  | 1'41"535 | –        |
|      | Julia Taubitz        | WSC Erzgebirge Oberwiesenthal | 1'41"558 | +0"023   |
|      | Dajana Eitberger     | RC Ilmenau                    | 1'42"252 | +0"717   |
| 4    | Cheyenne Rosenthal   | BSC Winterberg                | 1'42"305 | +0"770   |
| 5    | Anna Berreiter       | RC Berchtesgaden              | 1'42"452 | +0"917   |

### Singolo uomini
La gara fu disputata il 21 novembre 2020 nell'arco di due manches e presero parte alla competizione 6 atleti; campione uscente era Johannes Ludwig, che concluse la prova al secondo posto, ed il titolo fu conquistato da Felix Loch -il suo settimo-, mentre terzo giunse Max Langenhan.

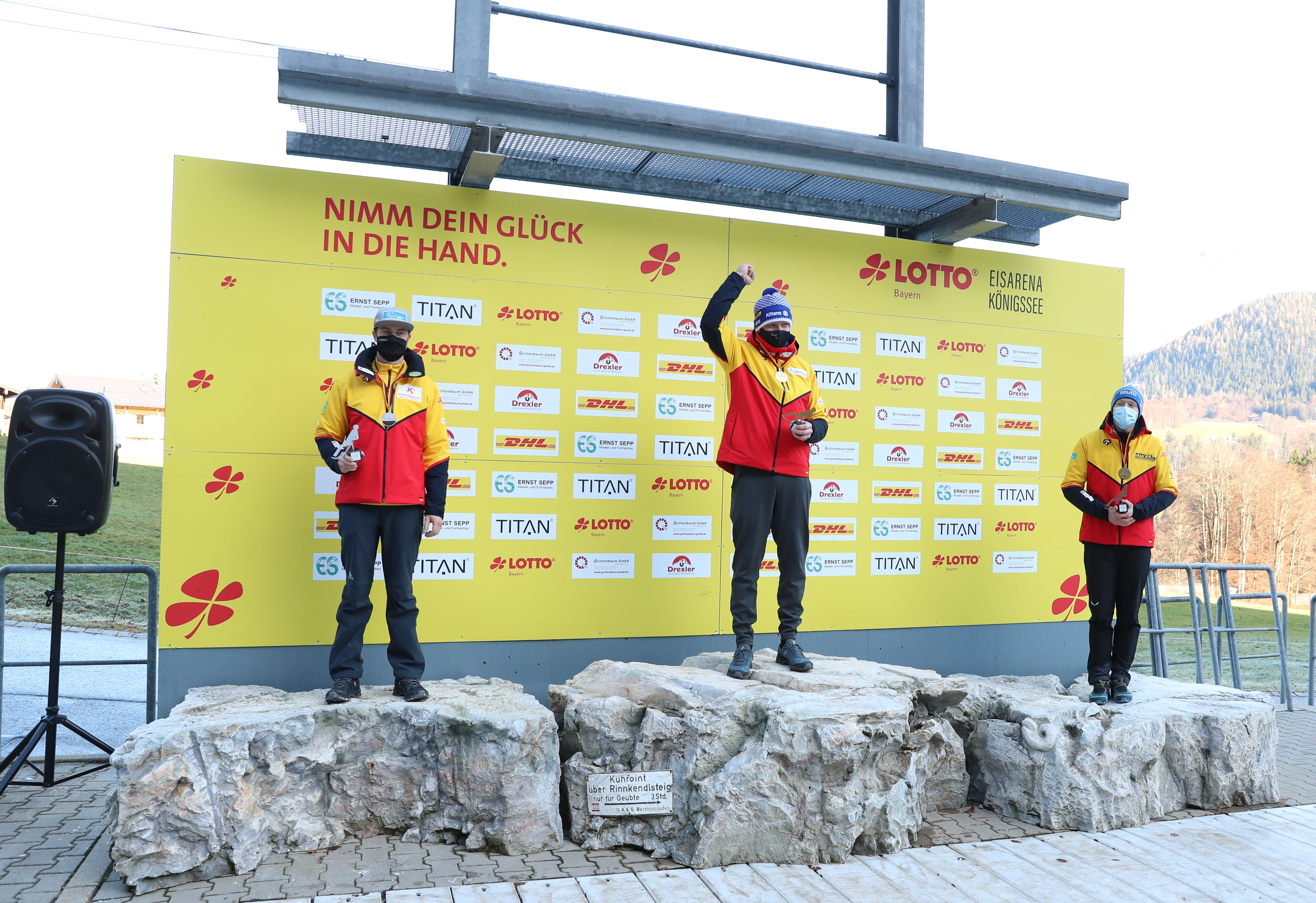
Il podio nella prova del singolare maschile.

| Pos. | Atleti          | Squadre                | Tempo    | Distacco |
| ---- | --------------- | ---------------------- | -------- | -------- |
|      | Felix Loch      | RC Berchtesgaden       | 1'39"028 | –        |
|      | Johannes Ludwig | BSR Oberhof            | 1'39"536 | +0"508   |
|      | Max Langenhan   | BRC 05 Friedrichroda   | 1'39"981 | +0"953   |
| 4    | Sebastian Bley  | RT Suhl                | 1'40"053 | +1"025   |
| 5    | Chris Eißler    | ESV Lok Zwickau        | 1'40"331 | +1"303   |
| 6    | Moritz Bollmann | RRV Sonneberg/Schalkau | 1'41"117 | +2"089   |

### Doppio
La gara fu disputata il 21 novembre 2020 nell'arco di due manches e presero parte alla competizione 10 atleti; campioni uscenti erano Toni Eggert e Sascha Benecken, che conclusero la prova al secondo posto, ed il titolo fu conquistato da Tobias Wendl e Tobias Arlt -il loro quinto-, mentre terzi giunsero Robin Geueke e David Gamm.

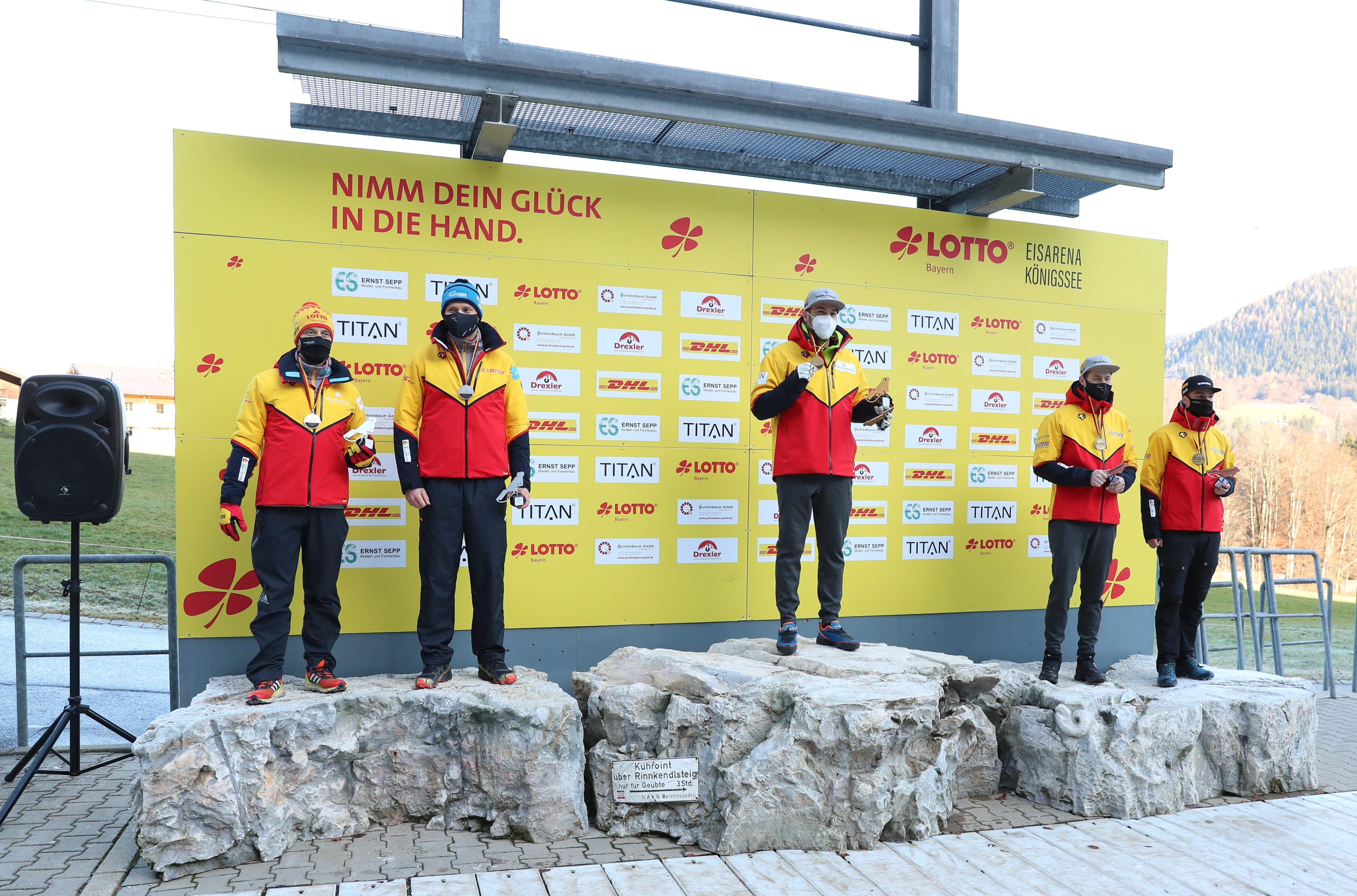
Il podio nella prova a coppie.

| Pos. | Atleti                        | Squadre                        | Tempo    | Distacco |
| ---- | ----------------------------- | ------------------------------ | -------- | -------- |
|      | Tobias Wendl Tobias Arlt      | RC Berchtesgaden WSV Königssee | 1'41"083 | –        |
|      | Toni Eggert Sascha Benecken   | BRC Ilsenburg RT Suhl          | 1'41"133 | +0"050   |
|      | Robin Geueke David Gamm       | BSC Winterberg                 | 1'41"306 | +0"223   |
| 4    | Hannes Orlamünder Paul Gubitz | RRC Zella-Mehlis               | 1'41"952 | +0"869   |
| 5    | Max Ewald Jakob Jannusch      | RT Suhl RRV Sonneberg/Schalkau | 1'42"584 | +1"501   |

### Gara a squadre
La gara fu disputata il 21 novembre 2020 ed ogni squadra prese parte alla competizione con un'unica formazione; nello specifico la prova vide la partenza di una "staffetta" composta da una singolarista donna, un singolarista uomo ed un doppio, che scesero lungo il tracciato consecutivamente senza interruzione dei tempi tra un componente e l'altro per ognuna delle 4 formazioni in gara; il tempo totale così ottenuto laureò campione la squadra di Natalie Geisenberger, Felix Loch, Tobias Wendl e Tobias Arlt davanti al team composto da Julia Taubitz, Johannes Ludwig, Hannes Orlamünder e Paul Gubitz ed a quello formato da Cheyenne Rosenthal, Chris Eißler, Robin Geueke e David Gamm.

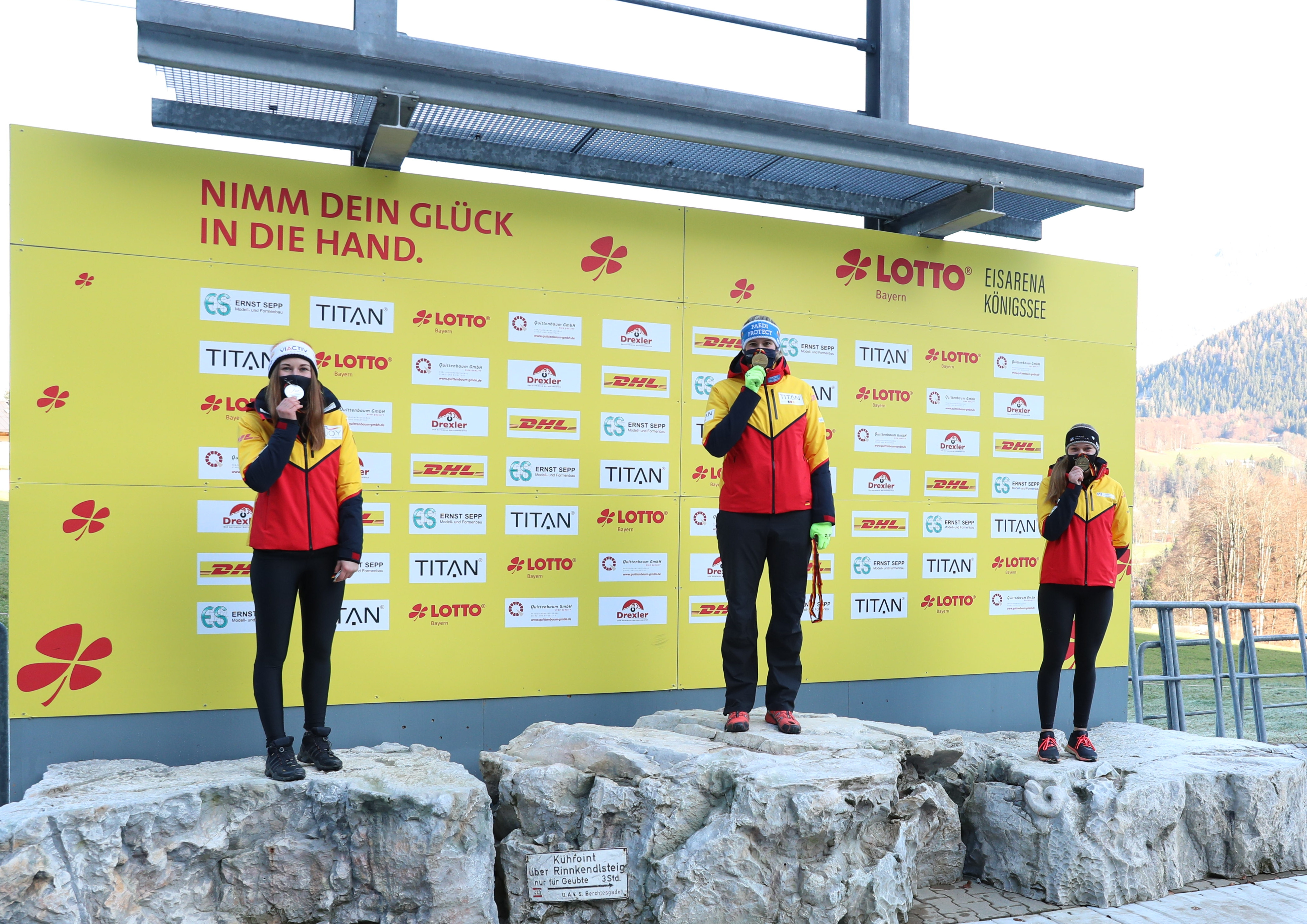
Il podio nella prova a staffetta.

| Pos. | Squadre      | Atleti                                                        | Tempo    | Distacco |
| ---- | ------------ | ------------------------------------------------------------- | -------- | -------- |
|      | Germania I   | Natalie Geisenberger Felix Loch Tobias Wendl / Tobias Arlt    | 2'42"901 | –        |
|      | Germania II  | Julia Taubitz Johannes Ludwig Hannes Orlamünder / Paul Gubitz | 2'43"721 | +0"820   |
|      | Germania III | Cheyenne Rosenthal Chris Eißler Robin Geueke / David Gamm     | 2'44"197 | +1"296   |
| 4    | Germania IV  | Dajana Eitberger Sebastian Bley Max Ewald / Jakob Jannusch    | 2'44"922 | +2"021   |